# Eremopoa altaica
Eremopoa altaica là một loài thực vật có hoa trong họ Hòa thảo. Loài này được (Trin.) Roshev. mô tả khoa học đầu tiên năm 1934.